# 앙골라의 행정 구역
앙골라는 18개 주로 구성되어 있다.
1. 벵구주 (Bengo)
2. 벵겔라주 (Benguela)
3. 비에주 (Bié)
4. 카빈다주 (Cabinda)
5. 쿠안두쿠방구주 (Cuando Cubango)
6. 쿠안자노르트 주 (Cuanza Norte)
7. 쿠안자술주 (Cuanza Sul)
8. 쿠네느주 (Cunene)
9. 우암부주 (Huambo)
10. 우일라 주 (Huíla)
11. 루안다주 (Luanda)
12. 룬다노르트주 (Lunda Norte)
13. 룬다술주 (Lunda Sul)
14. 말란즈주 (Malanje)
15. 모시쿠주 (Moxico)
16. 나미브주 (Namibe)
17. 우이즈주 (Uíge)
18. 자이르주 (Zaire)

## 같이 보기
- ISO 3166-2:AO